# Abapeba hoeferi
Abapeba hoeferi är en spindelart som beskrevs av Alexandre B. Bonaldo 2000. Abapeba hoeferi ingår i släktet Abapeba och familjen flinkspindlar. Inga underarter finns listade i Catalogue of Life.